# Gymnastiksko

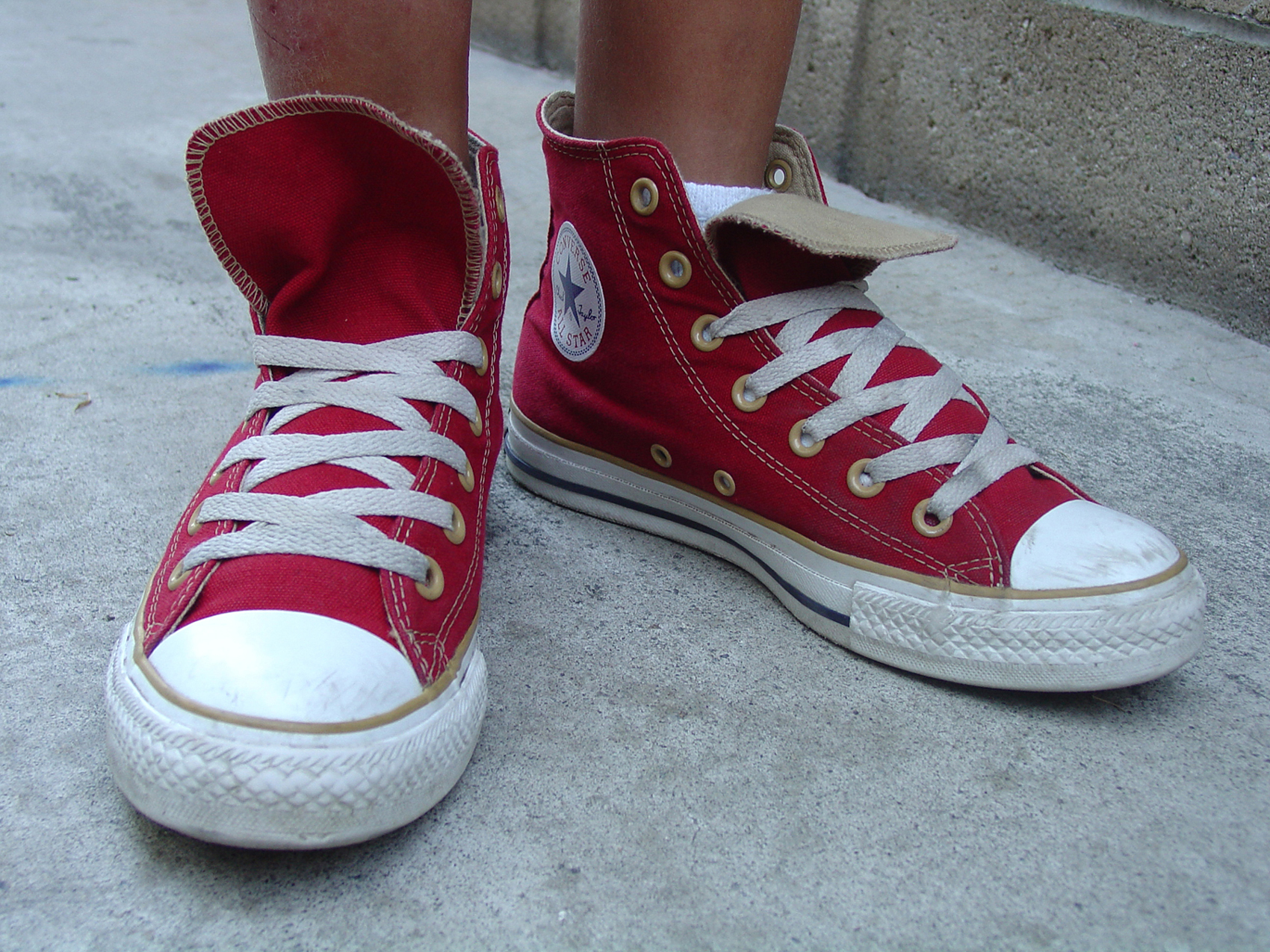
Ett par röda och vita gymnastikskor.

Gymnastikskor, gympaskor, gympadojor eller sneakers (från amerikansk engelska, brittisk engelska: trainers) är en sorts sportsko. Det finns basketskor, tennisskor, löparskor och skateskor. Till skillnad från vanliga sportskor som riktar in sig på att öka komforten och prestandan i de diverse sporter så är gymnastikskor mer trendiga och ofta stilrena utan tekniska detaljer. Gymnastikskor har blivit mer och mer accepterat på liknande sätt som till exempel jeans. De anses inte längre bara vara fritidskläder utan anses även lämpliga på vissa arbetsplatser och offentliga sammanhang. Skorna började säljas i slutet av 1800-talet.
Gymnastikskor har en mjuk sula gjord av gummi eller syntetiskt material, och en övre del gjord av läder, tyg eller kanvas.
Några exempel på populära märken av gymnastikskor är: Air Jordan, Adidas, Asics, Converse, Fila, Mizuno, New Balance, Nike, Puma AG, Reebok, Vans och DC Shoes.
Gymnastikskor har blivit en viktig del av hiphop- (huvudsakligen Puma, Nike och Adidas) och rock'n'roll- (Converse och Macbeth) kulturen sedan 1970.
Ordet sneakers, från engelskans "sneak" som betyder smyg-/smyga, kommer av att gummisulan är så pass tjock och platt att stegen med skorna kan vara ljudlösa.